# José Luis Roberto Navarro
José Luis Roberto Navarro, conegut també pel malnom "El Cojo" (València, 1953) és un advocat, polític, empresari i director d'institut espanyol. És Secretari General Tècnic i advocat de l'Asociación Nacional de Empresarios de Locales de Alterne (ANELA, la major associació de proxenetes d'Espanya), líder del partit extraparlamentari i ultradretà España 2000, autodefinit com un "partit patriòtic social i populista", i propietari entre altres de l'empresa Levantina de Seguridad, empresa amb centenars de denúncies i condemnes als seus treballadors per lesions.
Amo del despatx d'advocats Roberto & Salazar, present a Madrid, Barcelona, La Corunya i València, amb més de 30 advocats en plantilla. A més posseeix diversos gimnasos en València, Andalusia i Catalunya, entre les quals es compta el valencià Gym Levantina investigat fa temps per organitzar campionats de Valetudo, i empreses de comercialització de roba militar que comercialitzen gran part de la roba de les policies locals de Madrid. També té, juntament amb diversos empresaris russos l'empresa Siluet, dedicada a comercialitzar roba de luxe. És secretari de la patronal valenciana de la seguretat.

## Biografia
José Luis Roberto va ser detingut durant la transició per la col·locació de dues bombes en uns encontres independentistes en València, fets pels quals no va ser mai condemnat. Ha estat acusat per diversos sectors de fundar i finançar els grups Acción Radical (actiu entre 1990 i 1995) i Frente Antisistema (FAS), encara que no ha estat jutjat ni condemnat per aquestos fets.
La seua faceta de representant a nivell estatal de l'Asociación Nacional de Empresarios de Locales de Alterne (ANELA), ha provocat enfrontaments i distanciaments amb altres sectors ultradretans més tradicionalistes i catòlics, arran d'unes declaracions en les quals afirmava que eren necessàries dones immigrants per treballar en locals d'alterne malgrat trobar-se ell en plena campanya política en contra de la immigració.
Ha publicat diversos articles d'opinió en la premsa valenciana (Las Provincias, Diario de Valencia i Levante, com per exemple un anomenat "Yo también tengo libros nazis", on criticava la censura que alguns països (com Alemanya) exercien sobre llibres que incitaren a l'odi.
Ha estat denunciat per diverses organitzacions, com SOS Racisme, per incitar a l'odi racial, la violència i la discriminació, permetent que en les seues manifestacions siguen corejats lemes xenòfobs i racistes i visques a Hitler, així com per l'exhibició d'emblemes nazis i feixistes. Roberto va ser tanmateix absolt en considerar el jutge que les expressions racistes i xenòfobes proferides en la manifestació constituïen «meres desqualificacions genèriques», sentenciant que les organitzacions denunciants havien de pagar les costes del judici, i 9000 euros a Roberto.
El maig de 2004, l'Audiència de València el va condemnar en un judici de faltes per presentar un testimoni fals.
El 2011 va dimitir com a secretari de l'ANELA perquè els lligams a l'extrema dreta pot donar una mala imatge als negocis associats. El 2015 va deixar de ser president d'Espanya 2000.
El 4 d'octubre de 2022, a Paterna (l'Horta Oest), la Policia espanyola el va condecorar per la «col·laboració de la seva empresa de seguretat [Levantina de Seguridad SL] amb la policia en matèria de detencions i detecció de delictes». El guardó a un reconegut líder de l'extrema dreta va aixecar crítiques sonades com la de Joan Baldoví, diputat al Congrés per Més Compromís, que va qualificar el fet d'«inacceptable», així com la de Carles Mulet, senador per Unides Podem, que va exigir explicacions al Govern espanyol.